# Nicolas de Staël
Nicolas de Staël (ur. 5 stycznia 1914 w St. Petersburgu, zm. 16 marca 1955 w Antibes) – malarz abstrakcjonista pochodzenia rosyjskiego, tworzący we Francji.

Nicolas de Staël - Paysage, Antibes (1955), Musée d'Art moderne André-Malraux

## Życiorys
Urodził się w Petersburgu w arystokratycznej rodzinie jako Nikołaj Władimirowicz Staël von Holstein. Był synem generała Władimira Staël von Holsteina. W 1919 wraz z rodzicami wyjechał do Polski z powodu rewolucji, która ogarnęła Rosję. Następnie, po śmierci rodziców (ojciec zmarł w 1921, a matka rok później), mieszkał w Brukseli u rodziny zastępczej, a później w Paryżu. Studiował na Królewskiej Akademii Sztuk Pięknych w Brukseli. W latach trzydziestych często podróżował, zwiedził m.in. Hiszpanię i Maroko. 
W 1939 r. wstąpił do Legii Cudzoziemskiej. Niecały rok później został zdemobilizowany. W czasie II wojny światowej i później mieszkał we Francji. W 1944 otwarto pierwszą indywidualną wystawę prac artysty. Pod koniec lat czterdziestych jego pozycja w świecie sztuki umacniała się, dzięki czemu poprawiła się jego sytuacja finansowa. Przełom lat 40. i 50. XX w. był okresem znacznej popularności prac de Staëla, jego dzieła wystawiano m.in. w Paryżu, Londynie czy Nowym Jorku. W 1953 podpisał kontrakt ze znanym nowojorskim marszandem Paulem Rosenbergiem na sprzedaż swoich obrazów. 
Malował do końca swojego życia, włącznie z dniem śmierci. Cierpiał na depresję. 16 marca 1955 wyskoczył z balkonu swojej pracowni w Antibes. Został pochowany na Cmentarzu Montrouge w Paryżu.

## Twórczość
Podczas podróży po Europie zapoznał się z pracami wielu słynnych artystów. Był pod wrażeniem dzieł m.in. Cézanne’a, Matisse’a, Braque’a i Soutine’a i El Greco. 
Na początku lat 40. XX w. nawiązał znajomość z Hansem Arpem, Sonią Delanuay i Robertem Delaunayem, co stało się przyczynkiem do przyjęcia przez niego stylu abstrakcyjnego. Jego wczesne prace abstrakcyjne charakteryzują grube warstwy farby nakładane szpachlą lub pacą (impastami). 
Miał w zwyczaju pracować na kilku płótnach równolegle, nakładając na siebie warstwy farby i sukcesywnie modyfikując je. 
Pod koniec życia nastąpił zwrot w twórczości artysty, odszedł od abstrakcji na rzecz bardziej realistycznych motywów, malował więcej obrazów figuratywnych, kolorowych pejzaży i martwych natur. W 1952 de Staël namalował serię 26 obrazów przedstawiających mecz piłki nożnej między reprezentacjami Francji i Szwecji, która uważana jest za ważny moment w twórczości malarza będący "syntezą między abstrakcją i figuratywnością". To także okres wzmożonej fascynacji światłem u malarza i stosowania jaśniejszej palety kolorów. 
W ciągu swojego życia namalował ponad 1100 obrazów.

## Życie prywatne
Podczas podróżowania po studiach poznał malarkę Jeannine Guillou, która dla Nicolasa zostawiła swojego męża - polskiego malarza Olka Teslara. W 1942 urodziła się córka pary, Anne. Żyli w skrajnej biedzie, utrzymując się głównie ze sprzedaży obrazów Jeannine. Niedożywiona Jeannine zmarła w 1946 roku. W tym samym roku ożenił się z Françoise Chapouton. Pod koniec życia był zakochany w zamężnej Jeanne Polge, która nie chciała opuścić swojego męża dla niego. 
Łącznie miał czworo dzieci. 